# Наньшань (курорт)

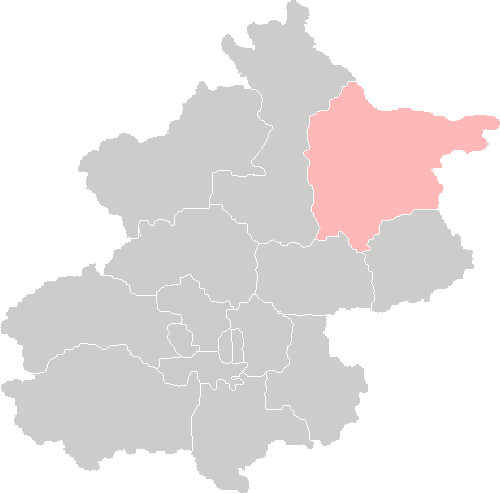
Расположение уезда Миюнь на территории, подчинённой правительству Пекина. Курорт находится в холмистой местности на юге уезда

Наньшань — горнолыжный курорт в уезде Миюнь города центрального подчинения Пекин, крупнейший в окрестностях китайской столицы. Расположен в 62 км к северо-востоку от центра Пекина.
Двенадцать маркированных трасс для новичков, экспертов и продвинутых лыжников. Курорт управляется китайскими и международными специалистами с большим опытом в горнолыжном спорте и туризме. Один из лучших уровней обслуживания в Китае. Построен по государственной программе «Здоровье нации».
На курорте есть сертифицированная FIS «черная» трасса и поле для мини-футбола на снегу. Построена трасса тобоггана длиной 1318 метров с одним мостом и пятью трамплинами.